# Белроуз (Њујорк)
Белроуз (енгл. Bellerose) град је у америчкој савезној држави Њујорк.

## Демографија
По попису из 2010. године број становника је 1.193, што је 20 (1,7%) становника више него 2000. године.
| Група             | 2000.         | 2010.       |
| Белци             | 1.027 (87,6%) | 964 (80,8%) |
| Афроамериканци    | 5 (0,4%)      | 42 (3,5%)   |
| Азијати           | 78 (6,6%)     | 52 (4,4%)   |
| Хиспаноамериканци | 51 (4,3%)     | 113 (9,5%)  |
| Укупно            | 1.173         | 1.193       |